# Aloe 'Pepe'
Aloe 'Pepe' é uma espécie de liliopsida do gênero Aloe, pertencente à família Asphodelaceae.